# اگرستینا
اگرستینا (به پرتغالی: Agrestina) یک سکونتگاه مسکونی در برزیل است که در پرنامبوکو واقع شده‌است.

## خصوصیات
اگرستینا ۲۰۱٫۴۴ کیلومترمربع مساحت و ۲۲٬۵۹۱ نفر جمعیت دارد و ۴۲۷ متر بالاتر از سطح دریا واقع شده‌است.